# Gochnatioideae
A Gochnatioideae a fészkesvirágzatúak (Asterales) rendjében az őszirózsafélék (Asteraceae) családba tartozó alcsalád. A Gochnatioideae alcsaládba mindössze egyetlen nemzetségcsoport, a Gochnatieae tartozik, melynek hat nemzetsége Közép- és Dél-Amerikában őshonos.

## Fordítás
- Ez a szócikk részben vagy egészben  a   Gochnatioideae című angol Wikipédia-szócikk ezen változatának fordításán alapul.  Az eredeti cikk szerkesztőit annak laptörténete sorolja fel. Ez a jelzés csupán a megfogalmazás eredetét és a szerzői jogokat jelzi, nem szolgál a cikkben szereplő információk forrásmegjelöléseként.